# Xestoblatta poecila
Xestoblatta poecila är en kackerlacksart som beskrevs av Morgan Hebard 1921. Xestoblatta poecila ingår i släktet Xestoblatta och familjen småkackerlackor.
Artens utbredningsområde är Colombia. Inga underarter finns listade i Catalogue of Life.